# Szczepan Twardoch
Szczepan Lech Twardoch (* 23. prosince 1979, Knurów) je slezský spisovatel a novinář.

## Život a dílo
Vystudoval sociologii a filozofii na Slezské univerzitě v Katovicích. Žije a tvoří v Pilchowicích.

### České překlady zpolštiny
- Morfium (orig. 'Morfina', 2012). 1. vyd. Brno: Host, 2017. 530 S. Překlad: Michael Alexa (Pozn.: Toto pozitivně přijímané dílo pojednává o závislém odbojáři ve Varšavě za časů obsazení německým Wehrmachtem)[5][6]
- Král